# Girolamo Priuli
Giorolamo Priuli (Veneza, 1486 – Veneza, 4 de novembro de 1567) foi o 83º doge de Veneza, eleito em 1559, e cujo dogado decorreu até 1567.

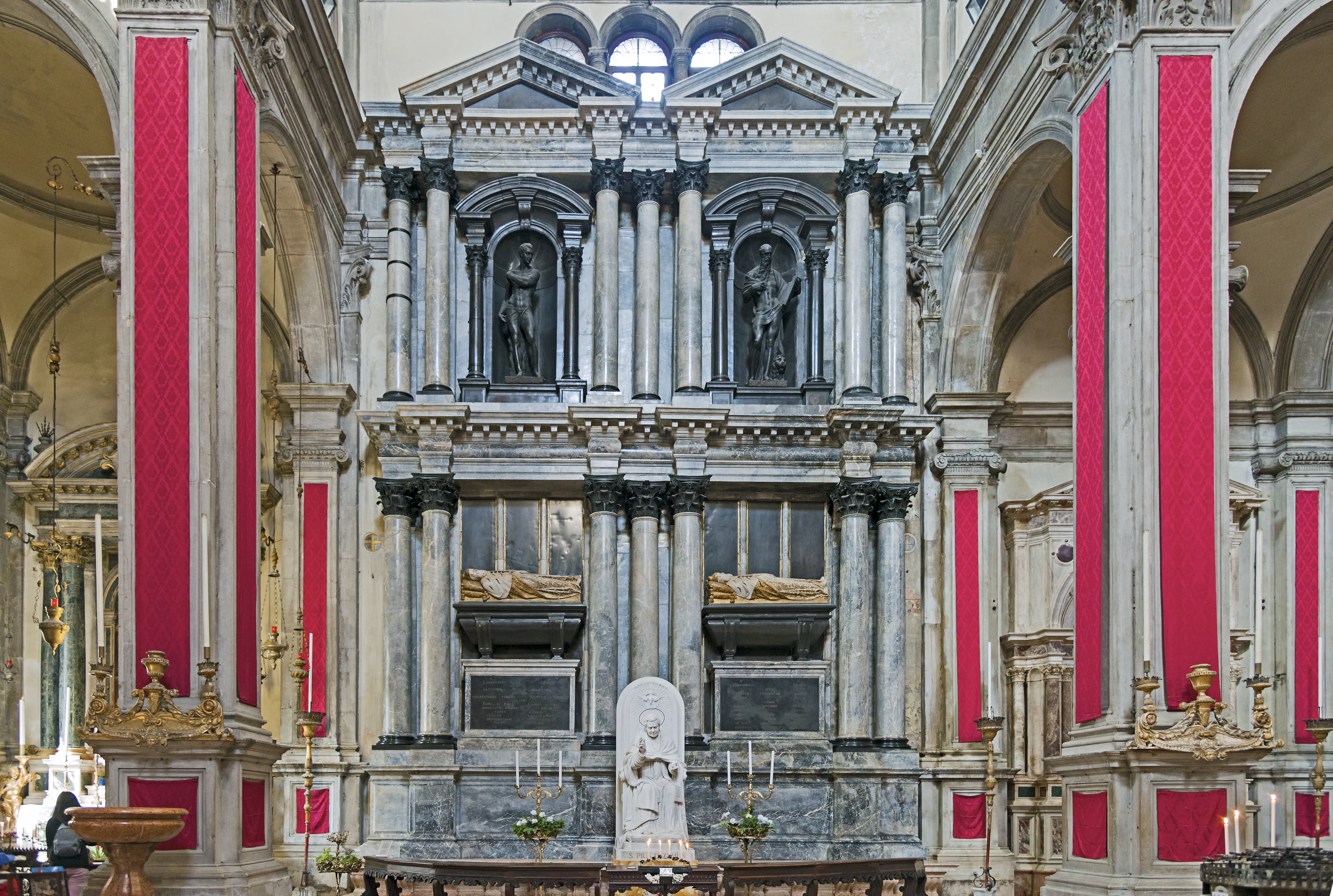